# Xenosaurus newmanorum
Xenosaurus newmanorum là một loài thằn lằn trong họ Xenosauridae. Loài này được Taylor mô tả khoa học đầu tiên năm 1949.